# Acontia sexpunctata
Acontia sexpunctata là một loài bướm đêm trong họ Noctuidae.